# 林山乡 (盐亭县)
林山乡，是中华人民共和国四川省绵阳市盐亭县曾经下辖的一个乡。2019年12月，撤销林山乡，将原林山乡和原冯河乡尖子村所属行政区域划归大兴回族乡管辖

## 行政区划
林山乡撤销前下辖以下地区：
青峰村、截流村、林园村、金线村、宝库村和龙泉村。